# 48 도리스
48 도리스(영어:48 doris)는 소행성대의 소행성이다.

## 특성
1839년 3월 19일 48 도리스의 엄폐 현상 관측으로 지름이 약 219km라는 것이 밝혀졌다. 48 도리스는 2132년 6월 팔라스 에서 0.019AU 거리를 지나갈 것으로 추정된다.